# Rurka z języka

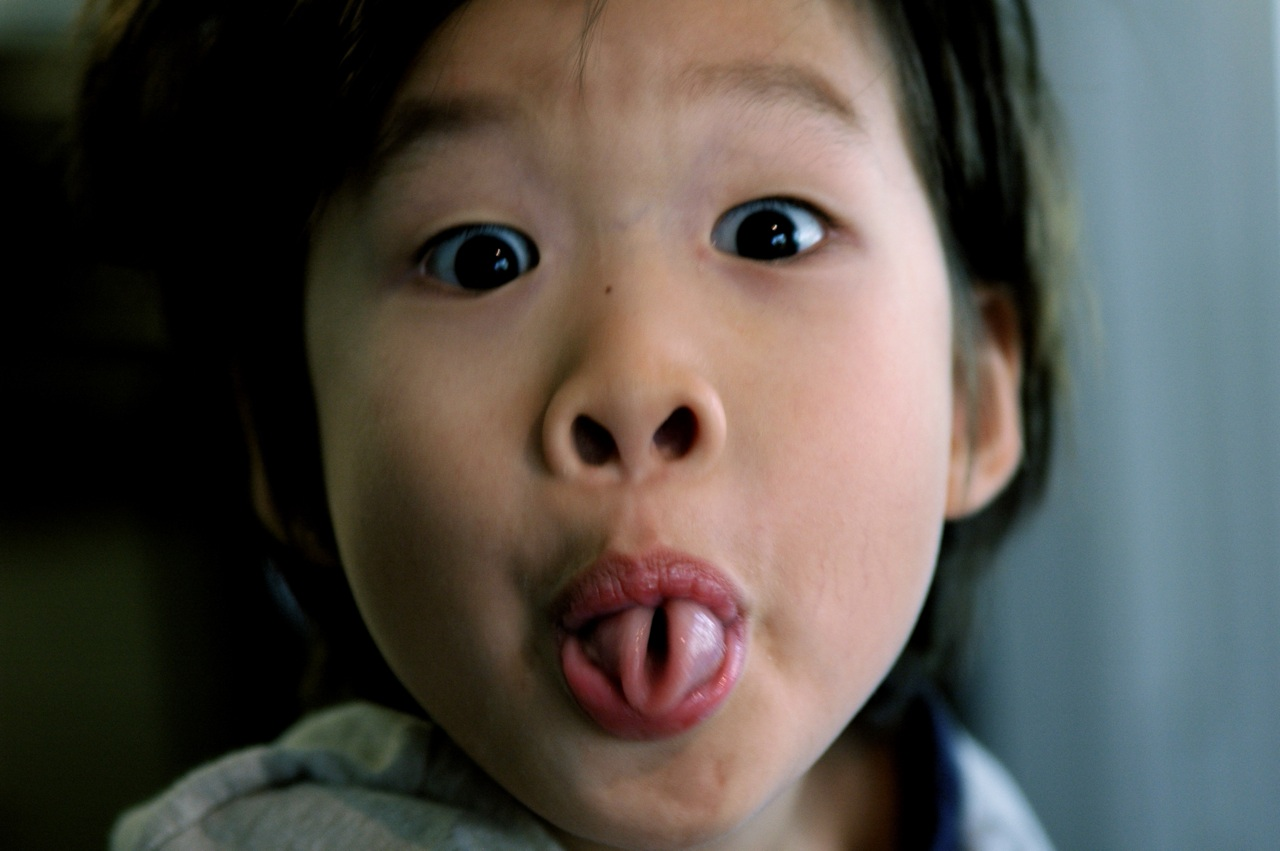
Język zwinięty w rurkę

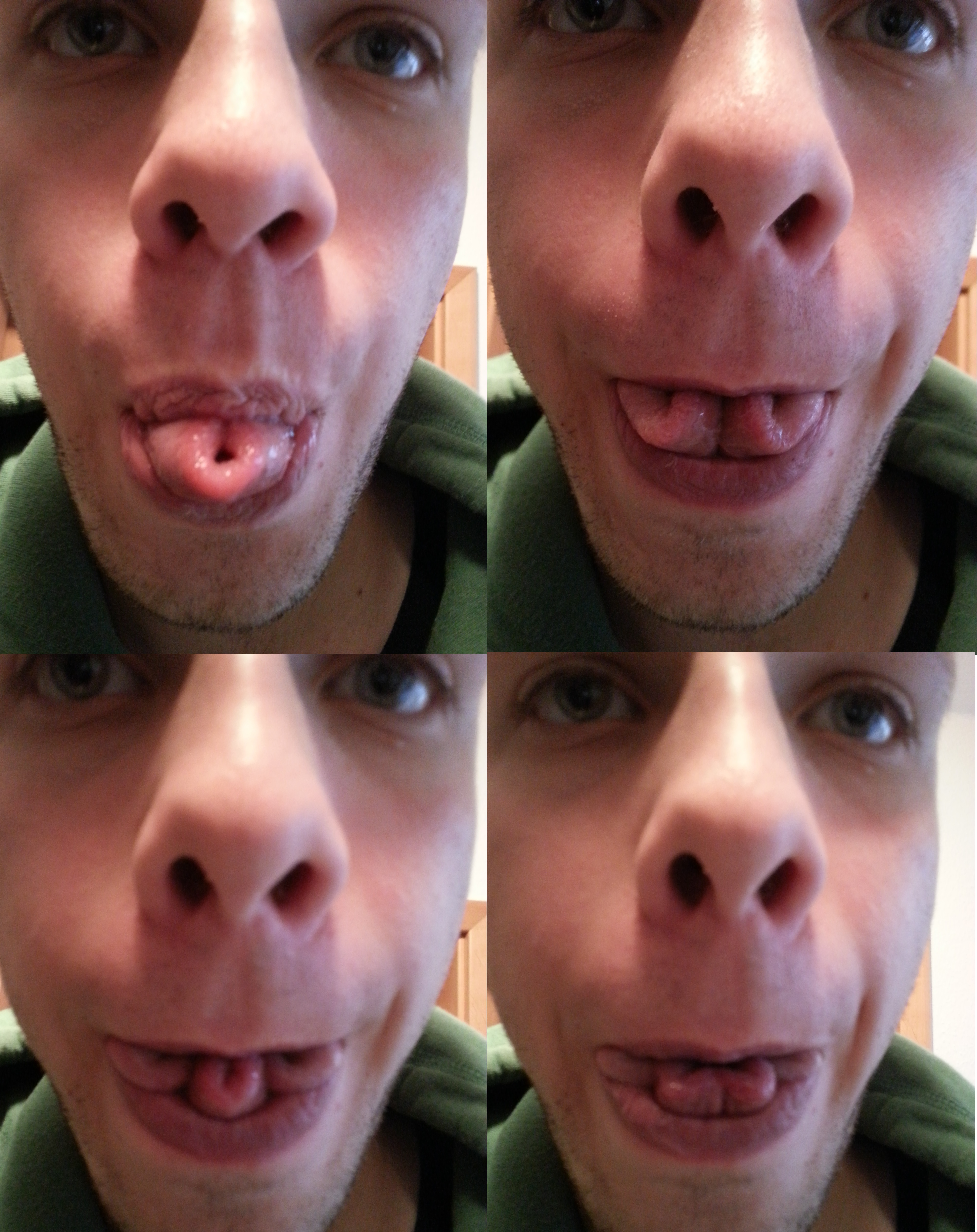
Język ułożony w różne kształty

Rurka z języka – popularna nazwa umiejętności manipulacji mięśniami języka polegająca na złożeniu jego zewnętrznych części do środka tworząc kształt przypominający rurkę. U niektórych osób spotyka się umiejętność składania języka także w bardziej skomplikowane kształty.
Powszechnie uważa się, że umiejętność robienia rurki z języka jest cechą dominującą i przekazywanie tej umiejętności jest często tłumaczone prawem Mendla. Badania naukowe nie potwierdzają hipotezy, aby umiejętność była dziedziczona i polegała na przekazywaniu genu dominującego. Według badań z 1975 prawdopodobieństwo otrzymania genu odpowiedzialnego za tę umiejętność jest takie samo dla bliźniaków jednojajowych, jak i dla pozostałych bliźniaków.
Badania naukowe sugerują także, że umiejętność robienia rurki z języka może być wyuczona; są osoby, które początkowo nie posiadały tej umiejętności, ale z czasem nauczyły się jej. Na przykład wśród japońskich dzieci w wieku 6-7 umiejętność tę posiada około 54% dzieci, ale ich odsetek wzrasta do 76% wśród 12-latków.